# Josephine Joseph
Josephine Joseph, cuyo nombre real posiblemente fue Josephine Waas, (4 de julio de 1891-11 de julio de 1966) fue una actriz estadounidense muy prolífica en espectáculos de circo y conocida por su única actuación cinematográfica en la película La parada de los monstruos de Tod Browning (1932). Supuestamente, su cuerpo estaba partido por la mitad, siendo un lado femenino y el otro masculino. Afirmaba ser una hermafrodita real pero no hay pruebas que confirmen dicha afirmación. Es probable que sólo fuera una muy buena imitadora.

## Biografía
Aunque parece no haber información de los primeros años de Joseph, incluyendo su nombre real, su país de origen e incluso la confirmación de su sexo, recientemente nueva información ha salido a la luz. Como muchos actores de circo “hermafroditas” de principios del siglo XX, se presentaba como “mitad y mitad”, siendo una mujer en el lado izquierdo y un hombre en el lado derecho. Llevaba una mitad de su cuerpo con el pelo corto, la piel morena y musculada, mientras la otra mitad se mantenía tapada y sin pigmentación, para que pareciera más pálida y débil, de manera que el pecho parecía el de una mujer. Los artistas se vestían con un traje híbrido: top ajustado con pantalones cortos en el lado femenino y un taparrabos como el de Tarzán en el lado masculino.
En 1930, Josephine Joseph y su marido George Waas, aparecieron en los periódicos como “una pareja estadounidense” que presentaba una atracción de circo del estilo de Coney Island en Blackpool bajo el nombre de Josephine-Joseph, que fue detenida en el Reino Unido por falsear y conspirar en nombre de su espectáculo "mitad mujer-mitad hombre". En esa época, Josephine Joseph decía tener 27 años. El juzgado alegaba que el espectáculo era un fraude y que ella no era una hermafrodita de verdad. Waas ofreció a la justicia la posibilidad de hacerle radiografías a Josephine pero se negó a someterla a un examen médico jurídico. El comisario a cargo del caso admitió que las dos partes del cuerpo de Josephine eran diferentes, aunque no tenía “ni idea de qué dirían los médicos”.
La descripción de su cuerpo aportada por el juzgado concuerda con la indumentaria que se le ve en La parada de los monstruos. Se la describió como un hombre por la derecha, una mujer con la izquierda con el brazo derecho más largo que el izquierdo. Sus cejas eran distintas y llevaba una pierna desnuda con una sandalia y la otra con una media negra y un zapato de mujer. Se peinaba el pelo de la derecha a la izquierda, para crear la impresión de que llevaba el pelo corto por la derecha.
Para evitar un juicio, Josephine Joseph y Waas aceptaron la acusación. Waas declaró en los juzgados que sentía lo ocurrido, que abandonaría el espectáculo y se iría del país. A Waas se le impuso una multa de 25 libras y Joseph fue absuelta.
A Joseph se la recuerda principalmente por su participación en el clásico de Tod Browning Freaks. Aunque sólo tenía dos frases en la película, apareció en múltiples escenas, destacando la de la boda en la que empieza a cantar: “¡La aceptamos como una de nosotros! ¡La aceptamos como una de nosotros!”. En otra escena, Josephine mira al forzudo con cara seductora y otro de los actores responde de forma graciosa: “Creo que a ella le gustas, ¡pero a él no!”.
El paradero de Joseph pasó a ser desconocido tras 1932.
Falleció el 11 de julio de 1966, una semana después de cumplir 75 años.
- Datos: Q3810294
- Multimedia: Josephine Joseph / Q3810294